# Comentaris de la Guerra Civil
Comentaris de la Guerra Civil (llatí: Commentarii De Bello Civili o, abreujat, De Bello Civili) és una obra historiogràfica del polític i militar romà Juli Cèsar. Es tracta d'un conjunt de tres llibres que explicaven els esdeveniments que van tenir lloc durant la Segona Guerra Civil romana (49-45 aC) entre els anys 49 i 48 aC Els Comentaris sobre la Guerra Civil primerament s'agrupaven amb els set llibres dels Comentaris sobre la Guerra de les Gàl·lies en un conjunt unitari anomenada C. Iulli Caesaris commentarii rerum gestarum.

## Context
No es té gaire clar la data de composició i publicació dels Comentarii rerum gestarum, ja que ens manquen fonts fiables que justifiquin les diferents opinions, atès que l'única informació fiable són els mateixos llibres en qüestió. L'opinió està dividida entre els partidaris de la composició global i aquells que creuen en la separació d'ambdues obres (De Bello Gallico i De Bello Civili), fet que també suposa un problema a l'hora d'establir la data de composició i publicació.
Entre els partidaris de que l'obra va ser escrita d'acord anaven tenint lloc els fets, per exemple, Jérôme Carcopino afirma que la redacció va ser contemporàniament a la guerra civil. De la mateixa manera, Adcock suposa que, encara que la data de publicació és imprevisible, la data de composició se situa entre el pas del Rubicó i els dies posteriors a la batalla de Farsal. En canvi, Barwick estableix l'any 49 com a data de composició del llibre I i finals de l'any 48 com a data de composició del llibre III. Codoñer afirma, però, que la data de publicació necessàriament va tenir lloc abans de l'any 46, quan Ciceró parla dels Comentaris elogiosament al seu llibre Brutus.
Però la majoria de filòlegs està d'acord amb la teoria de que la redacció va tenir lloc amb la finalització dels fets. És a dir, durant la segona meitat de l'any 45, quan Cèsar, en el punt culminant del seu poder, preparava la seva marxa cap a Orient i necessitava donar tranquil·litat als seus partidaris i rebatre als seus enemics.
Els fets i esdeveniments explicats als Comentaris tenen lloc quan, una vegada morta la seva filla Júlia l'any 54, derrotat Cras durant la guerra contra els parts l'any 53 i després de la conquesta de les Gàl·lies l'any 49 aC, s'inicien les hostilitats entre Cèsar i Pompeu i això comporta l'inici de la segona guerra civil romana, que perdurarà fins a l'any 45 aC L'any 49 és escollit dictador i, posteriorment, cònsol, per ser reelegit l'any 48; novament és escollit cònsol l'any 46 i exerceix una dictadura i consolat els anys 45 i 44, quan Cèsar assumeix el poder a títol personal i amb caràcter vitalici i hereditari.

## Estructura
Juli Cèsar va escriure una única obra de deu llibres, C. Iulli Caesaris commentarii rerum gestarum, que agrupava tant els set llibres sobre la guerra de les Gàl·lies com els tres llibres sobre la guerra civil. No és fins després de la mort de Cèsar, més concretament, en temps de Suetoni durant l'època Imperial, quan té lloc la separació de les dues obres i es comencen a distingir com a obres separades.

### El llibre I
El primer llibre (I) té inici amb els esdeveniments que tenen lloc l'any 49 aC a Itàlia. Cèsar expressa i justifica les causes de la guerra, descriu el pas del riu Rubicó, analitza el fracàs davant al seu intent de pacificació i reconciliació amb Pompeu, les maniobres polítiques a Roma, i explica com Cèsar es converteix en amo i senyor d'Itàlia.

### Llibre II
El segon llibre (II) també explica els esdeveniments que van tenir lloc la resta de l'any 49 aC Descriu les operacions militars que tenen lloc fora d'Itàlia: les campanyes d'Hispània i la victòria de Cèsar sobre els lloctinents de Pompeu, Luci Afrani i Marc Petrei; el setge i capitulació de Marsella, ciutat aliada de Pompeu i els fracasos dels seus exèrcits a Àfrica sota el comandament de Gai Escriboni Curió.

### Llibre III
Finalment el tercer llibre (III), considerat incomplet, recull els esdeveniments bèl·lics i polítics de l'any 48 aC: la dictadura de Juli Cèsar; la seva marxa a Grècia; el setge de Dirràquium; la victòria de Farsal; la fugida i posterior mort de Pompeu a Egipte per ordre de Ptolemeu; la participació de Cèsar en les lluites entre Ptolemeu i Cleòpatra pel tron d'Egipte.

## Gènere
Aquestes dues obres, tant De Bello Gallico com De Bello Civili, s'emmarquen en el gènere de la historiografia, més específicament dels commentarii. Memòries d'aquest tipus també havien sigut escrites per polítics com Sul·la (Plut. Luc. 1,4) i Ciceró (commentarii consulatus: Att. 1, 19, 10; 2, 1) i el commentarius constitueix una forma literària (ja reconeguda per Ciceró i Hirci) no pròpiament romana que provenia dels hypomnémata grecs, una espècie d'escrits de caràcter personal que s'utilitzaven per fer-hi anotacions sobre pensaments, fets ocorreguts durant el dia, històries, etc. Per tant, l'objectiu principal d'aquests commentarius era la d'establir una recopilació de notes ordenades sobre un assumpte en concret que servissin re recurs historiogràfic per a una futura consulta.

## Llengua i estil

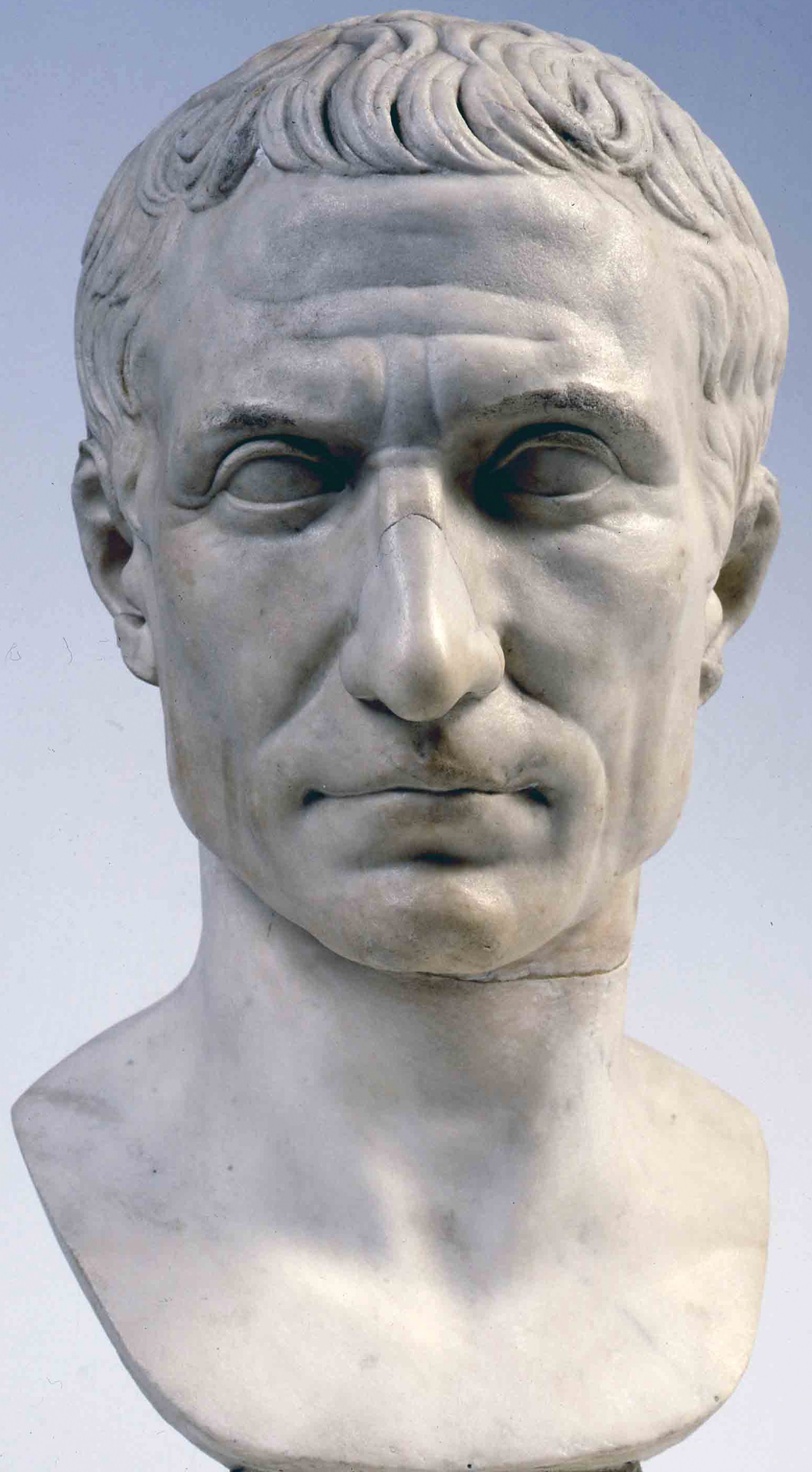
Bust de Juli Cèsar situal al Museu del Vaticà

A través de la manera d'expressar-se de Cèsar a les seves obres literàries hi podem extreure una sèrie de característiques sobre el llenguatge emprat en les seves composicions i com és l'estil que hi utilitza:

### Llengua
- Puresa: La seva manera de parlar o escriure era anomenada κυριολογία o elegantia Caesaris, que significa senzillesa com a principi estilístic. La puresa del llenguatge emprada per Cèsar a les seves obres es reflecteix tant en el lèxic com en la construcció sintàctica de les oracions. Es caracteritza per una "escassetat" en el lèxic, ja que fa ús d'un vocabulari bàsic restringit a unes 1.200 paraules. Tal com expressa ell mateix a la seva obra De Analogia, evita utilitzar les paraules inusuals i es determina a seleccionar les paraules i termes justos (verborum delectus). Si disposa de sinònims, Cèsar es limita a un d'ells (per exemple flumen, amb exclusió de fluvius i amnis). Condemna la variació de paraules i busca amb tots els medis la paraula justa (verbum propium). Tal com expressa Ciceró, els seus trets d'expressió eren nudi et venusti, és a dir, simples i elegants.
- Funcionalitat: de la llengua: gairebé tota l'obra s'expressa amb un llenguatge caracteritzat per l'aurea mediocritas, amb molta senzillesa, però la manera de tractar la llengua de Cèsar és funcional i canvia depenent de la persona a qui es dirigeix. Ocasionalment s'aproxima al llenguatge burocràtic, per exemple, en sobreabundància com diem, quo die; propterea quod; postridie eius diei; permittere, ut liceat.
- Ablatiu absolut: aquest cas manté un paper molt important a la seva obra. Aquesta construcció li permet incloure en l'oració circumstàncies accessòries amb la màxima brevetat possible.
- Dramatització: en algunes ocasions Cèsar situa el verb e l'inici de la paraula, encara que el costum llatí el situa al final, en favor de la dramatització de l'acció. Pel mateix motiu fa ús d'infinitius i de presents històrics.
- Irregularitats: Cèsar a la seva obra De Analogia accepta el costum lingüístic amb totes les seves irregularitats. Així Cèsar introdueix innovacions com fustro en comptes de frustror, en la declinació en "u" forma el datiu en "-u" en comptes de "-ui", va ser ell unificar l'ortografia del superlatiu -imus en comptes de -umus, etc.

### Estil
- Estil indirecte: és uns dels aspectes més característics dels discursos, utilitza l'estil indirecte normalment i el directe quan vol expressar alguna emoció. Cèsar fa al·lusió a si mateix en tercera persona, guanyant així claredat i distanciament per donar als lectors la impressió de subjectivitat.
- Claredat: la seva innegable qualitat literària queda reflectida a través d'una persuasiva naturalitat i concentració de la seva prosa. Mostra molta coherència en les seves construccions i força suggestiva en les descripcions, dotades de molta precisió fins i tot en moments de dramatisme.
- Racionalitat: a la racionalitat en l'estil de Cèsar es contraposa l'estil emotiu i retòric de Ciceró, que utilitza idees abstractes, parèntesis o anacoluts evitats per Cèsar.[8][9]

## Llegat

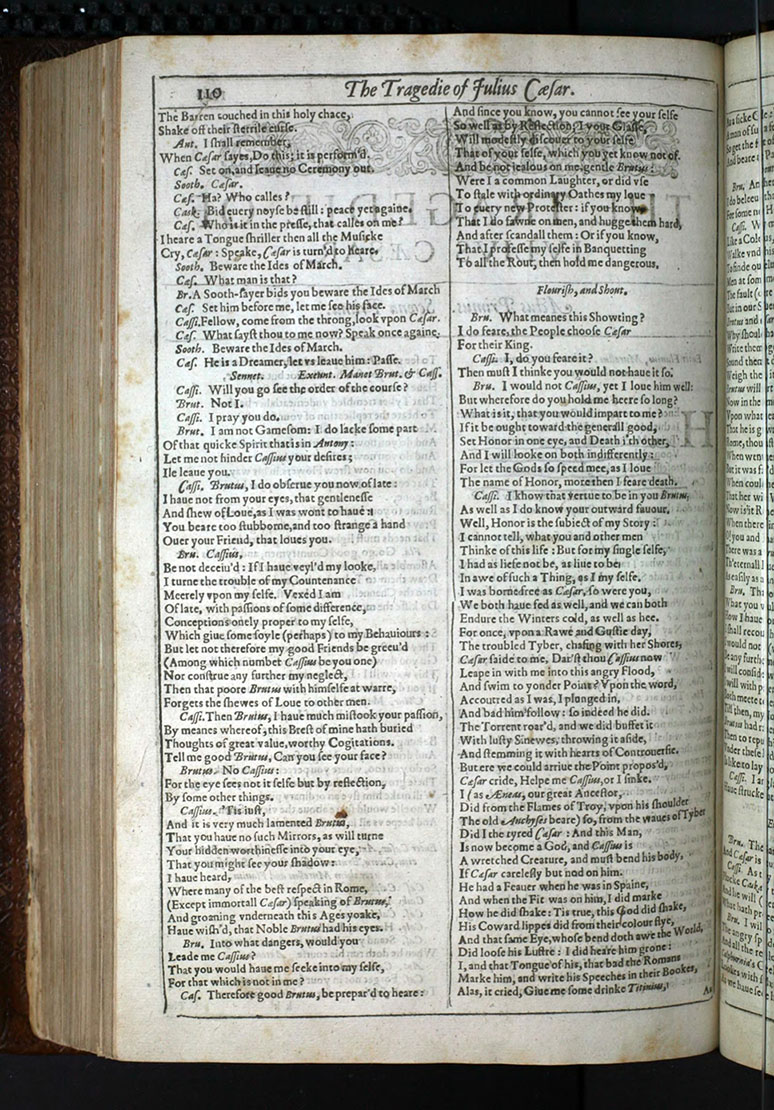
Primera página de l'obra de W. Shakespeare, Julius Caesar